# Joas I
Joas I (gyyz, ኢዮአስ, Iyoas, imię tronowe Adyam Seged, gyyz, አድያም ሰገድ, co oznacza ten któremu kłania się ziemia) (ur. 1740, zm. 14 maja 1769) – cesarz Etiopii w latach 1755-1769 z dynastii salomońskiej. Był jednym z pierwszych tak zwanych "nominalnych" cesarzy upadającego państwa.

## Sytuacja wewnętrzna w Etiopii na początku panowania Joasa
Joas był synem cesarza Jozue II Kuareńczyka, oraz jego żony Uybit. Objął rządy po śmierci ojca 27 czerwca 1755 roku. Pomimo młodego wieku został zaproponowany jako kandydat przez swoją babkę Myntyuab na kandydata do tronu. Myntyuab została jego regentką. Jej wybór został poprarty przez takich możnowładców jak jej brat Uelde Liul, Mikael Syul i gubernator Begiemdyru - Uaranga Ajo. Po wstąpieniu Joasa na tron, nasiliły się wewnętrzne konflikty pomiędzy Kuareńczykami, a Galla, którzy próbowali zdobyć wpływy na dworze za pośrednictwem matki nowego cesarza – Uelete Bersebę. Był to okres, gdy Amharowie przestali odgrywać główną rolę w rozgrywkach o władzę. Uelete Berseba wezwała do Gonderu swego ojca i braci. Sprowadzili oni do stolicy setki wojowników Galla z Uello i Jedżu. Wówczas wśród możnowładztwa język oromo stał się bardziej popularny niż język amharski. Nie doszło do otwartych walk pomiędzy Kuara i Galla. Oba plemiona doszły do obustronnych porozumień. Ojciec i bracia Berseby zostali obdarzeni wysokimi godnościami w państwie, natomiast Myntyuab ustanowiła Uelde Liula dożywotnim gubernatorem Gonderu. Etiopia została zdominowana wówczas przez rozgrywki personalne. Żadna ze stron nie była na tyle silna, aby odnieść ostateczne zwycięstwo. Osłabła władza centralna. W pierwszej połowie XVIII wieku całkowicie uniezależniła się prowincja Szeua pod rządami Amhajesa Sprawiedliwego.

## Początek wpływów Mikaela Syula
Gdy zarządcą Begiemdyru został ras Mariam Barija, Joas odwołał go z urzędu, jednak był on na tyle silny, że odmówił podporządkowania się cesarzowi. Wobec nasilania się chaosu, Joas potrzebował pomocy i powołał na stanowisko gubernatora Gonderu, rasa Mikaela Syula, który wcześniej zarządzał prowincja Tigraj i był jednym z najpotężniejszych możnowładców Etiopii. Syul po przybyciu do stolicy na czele swoich wojsk, dostał szerokie uprawnienia i uzyskał duży wpływ na bieżącą politykę. Jego autorytet po pewnym czasie był większy niż samego cesarza. Joas widząc rosnącą przewagę Syula, na drodze intryg starał się zlikwidować jego władzę. Oficjalnie jednak cesarz był lojalny wobec swojego namiestnika. Syul chciał zmusić do uległości nieposłusznego Mariama Bariję – zarządcę Begiemdyru. W tym celu przeciągnął na swoją stronę popierających go dotąd możnowładców z Lasta, zapraszając ich do Gonderu. Walczący o niezależność Joas, kazał zabić Lasteńczyków, co rozwścieczyło Mikaela Syula. Mimo to udało mu się pokonać Bariję, ale konflikt pomiędzy nim, a cesarzem zaczął narastać. Syul chciał oszczędzić Bariję, jednak Joas po raz wtóry postąpił przekornie i skazał go na śmierć.

## Pomoc dla sułtana Sannaru
W 1764 Mikael Syul przekonał do wsparcia wygnanego władcy Sannaru - Badiego abu Shalukha. Joas uczynił Badiego gubernatorem Ras al-Fil w pobliżu granic Sannaru. Według relacji szkockiego podróżnika Jamesa Bruce'a, który przebywał w tym czasie w Afryce, Uelde Liul poradził wygnanemu sułtanowi, a by powrócił do Sannaru. Badi posłuchał się Liula i wrócił do Sannaru, gdzie został skazany na śmierć po dwóch latach więzienia. Bruce w swojej książce na temat podróży do źródła Nilu relacjonował, że Badi został zabity przez Uylleda Hassana, gubernatora Atbary. Z powodu wykonania egzekucji przy użyciu lancy, Hassan sam został skazany na śmierć, ponieważ jedynym prawowitym narzędziem do tego miał być miecz.

## Ostatnie lata panowania
Pod koniec lat 60. XVIII wieku wybuchł bunt przeciwko cesarzowi podniósł gubernator Damot – Fasil. Prawdopodobnie działał on jednak w prozumieniu z cesarzem, ponieważ Joasowi zależało w dalszym ciągu na osłabieniu władzy Mikaela Syula. Wojska cesarskie nie poszły na wyprawę przeciwko Fasilowi. Joas przekazał mu wiadomość, że zostanie nagrodzony za zabicie Syula. Wiadomość tę przechwyciła Myntyuab i przekazała Syulowi informacje na temat spisku. Wojska Fasila zostały pokonane, ale przedtem kilka oddziałów Joasa przybyło do obozu Fasila. Mikael Syul ostatecznie miał wszystkie argumenty przeciwko cesarzowi. Siódmego maja 1769 zwołał zgromadzenie najwyższych dostojników świeckich i duchownych. W czasie trwania obrad stolica kontrolowana była tylko i wyłącznie przez wojska Syula. Na otwarciu obrad oświadczył: 

Wyruszyłem na rozkaz cesarski przeciwko buntownikom. Cesarz zaś na pomoc buntownikom wysłał oddanych sobie ludzi. W czasie bitwy jeden z nich wypełniając polecenie swojego władcy usiłował mnie zabić, ale źle wycelował i zginął jeden ze znajdujących się obok mnie żołnierzy.

 Część możnowładców opowiadała się za uwięzieniem Joasa, ale ostatecznie uchwalono, że zasłużył na śmierć. Tydzień później wyrok wykonano. Cesarz został uduszony za pomocą szala.

## Konsekwencje śmierci Joasa
Informacja na temat spisku była bardzo przydatna dla Mikaela Syula. Odtąd jego władza była praktycznie nieograniczona. Stał się szarą eminencją na gonderskim dworze. Kolejny wybrany cesarz Jan II – syn Bekaffy był stary i nie interesował się polityką. Dlatego był marionetką w rękach Syula. Przekazanie wiadomości na temat intrygi autorstwa Myntyuab nie przyniosło dla niej porządanego skutku. Ras Syul nie chciał się dzielić władzą i usunął Kuareńczyków ze wszystkich ważniejszych stanowisk. Cesarzowa Myntyuab wycofała się z polityki i zamieszkała w ufundowanym przez siebie klasztorze na wyspie Kuskuam. Śmierć Joasa I tradycyjnie wyznacza początek okresu zwanego Zemene mesafynt, który charakteryzuje się rozbiciem władzy centralnej i rządami prowincjonalnymi możnowładcami. Urząd cesarza stał się w niedługim czasie tylko nominalny, a od 1784 zaledwie symboliczny.